# Edgardo Dell'Acqua
Edgardo Dell'Acqua (Milano, 23 ottobre 1912 – 1986) è stato un fumettista italiano; è stato uno degli artisti classici dei periodici d'avventura italiani per ragazzi degli anni trenta e quaranta, come L'Audace e Il Vittorioso. La sua opera a fumetti più celebre è la serie di Gim Toro, nella seconda metà degli anni quaranta.

## Biografia
Si iscrive a una scuola d'arte e, dopo il periodo di leva militare, inizia a collaborare come assistente del pittore Alberto Vassallo, producendo, per un breve periodo, soggetti per la cartellonistica cinematografica.
Esordisce nel 1936 come disegnatore di fumetti, realizzando "Mario e Furio nell'Africa misteriosa" per la testata I tre porcellini della Mondadori e poi, per altri periodici dello stesso editore, “Diavolo”, “L'Aquila del Mare”, “Il Cavaliere dell'Aria”, “Il mozzo del sommergibile”; per Topolino realizza molteplici riduzioni a fumetti di opere di Salgari. Collaborare anche con la rivista Corriere dei Piccoli, per la quale illustra racconti oltre a realizzare storie a fumetti come "Storia di Francesco Matteo Maciò" o "Fiamme sul Polo" e, in particolare, "L'invasione di Milano", che riscosse un certo successo tra i lettori tanto che il direttore gli disse che: «I tassisti aspettano il giovedì per conoscere il seguito!». Collabora anche con Il Cartoccino dei Piccoli.
Durante la seconda guerra mondiale è arruolato come goniometrista. Continua poi la collaborazione per la Mondadori per la quale, fra il 1942 e il 1943, realizza fumetti di propaganda. Finita la guerra, dal 1946 al 1951, disegna per due anni la serie Gim Toro, edito da Casarotti su sceneggiature di Andrea Lavezzolo. Nonostante il successo della serie, non viene adeguatamente retribuito e alla fine la collaborazione si interrompe. Contemporaneamente collaborava anche con altre riviste per ragazzi. Nello stesso periodo collabora anche con le Edizioni Audace di Giovanni Luigi Bonelli per le quali realizza alcuni lavori pubblicati nella serie Audace. Durante gli anni cinquanta realizzò fumetti di genere western per case editrici di Milano. Nel 1957 riprende per due anni la serie di Gim Toro edito dalla Editoriale Dardo, collaborando anche con Il Vittorioso, gli Albi Vitt e Jolly. Sul finire degli anni cinquanta collabora ancora con il Corriere dei Piccoli e per Il Giorno dei Ragazzi.
Con la Dardo pubblica alcuni fumetti western come "I Tre Desperados" (1951), "James Dyan" (1960) e Dick Cheyenne (1961). Negli anni sessanta e settanta realizzò anche fumetti erotici come Messalina, La Vergine Nera e Catherine. Dal 1965 al 1966 fu anche uno dei disegnatori della serie Diabolik per la quale lavorò per circa due anni. Poi interruppe per motivi famigliari e anche perché Il fumetto non lo interessa più, considerandolo di scarsa qualità, preferendo dedicarsi alla pittura.
Morì nel 1986.